# FV Dresden 06
FV Dresden 06 is een Duitse voetbalclub uit Dresden, meer bepaald in het stadsdeel Laubegast.

## Geschiedenis
De club werd in 1906 opgericht als SV Pretoria Dresden, maar nog datzelfde jaar werd de naam veranderd in FK Habsburg Dresden en in 1914 werd het Dresdner SV 06. De club speelde in de competitie van Oost-Saksen, een onderdeel van de Midden-Duitse voetbalbond en had daar zware concurrentie van stadsrivalen Dresdner SC en Dresdner Fußballring. In 1920 werd de club voor het eerst kampioen en plaatste zich zo voor de Midden-Duitse eindronde. De club moest eerst een kwalificatie spelen tegen SC National Chemnitz en won deze waardoor ze zich voor de groepsfase met nog vijf clubs plaatste. Daarin werd de club laatste.
In 1928 bereikten ze nog de kwartfinale van de Midden-Duitse beker en daarin verloren ze van Fortuna Leipzig. Bij de invoering van de Gauliga in 1933 kwalificeerde de club zich hier niet voor en slaagde er ook niet in te promoveren. Bij het uitbreken van de Tweede Wereldoorlog in 1939 werden de activiteiten gestaakt.
Na de oorlog werd de club heropgericht als SG Laubegast. De club veranderde nog een paar keer van naam. In 1949 in BSG Zeiss Ikon Dresden, in 1951 in BSG Aufbau Dresden-Ost en in 1965 in BSG Pentacon Dresden. Op sportief vlak kon de club zich niet in de schijnwerpers spelen.
Na de Duitse hereniging nam de club op 1 juli 1990 de naam SV Praktica Dresden aan en nadat de voetbalafdeling op 13 december 1990 onafhankelijk werd van het moederbedrijf Praktica werd de naam FV Dresden 06 aangenomen.
In 2002 promoveerde de club naar de Oberliga NOFV-Süd, toen nog de vierde klasse. Na drie seizoenen degradeerde de club. In 2009 degradeerde de club uit de Landesliga, naar de Bezirksliga.

## Erelijst
Kampioen Oost-Saksen
1920